# آنتونیو جیانینی
آنتونیو جیانینی (انگلیسی: Antonio Giannini؛ زادهٔ ) یک بازیکن تنیس روی میز اهل ونزوئلا است. 
وی در مسابقات کشوری و بین‌المللی در مجموع برنده ۲ مدال طلا شده‌است.